# Jan Vondrák (astronom)
Jan Vondrák (* 12. září 1940 Písek) je český astronom, popularizátor astronomie. Je předním českým odborníkem v oboru astrometrických pozorování, rotace Země a dalších. V letech 2010 až 2017 byl předsedou České astronomické společnosti.

## Vzdělání a kariéra
Narodil se 12. září 1940 v Písku. V letech 1957–1962 studoval geodézii na Stavební fakultě Českého vysokého učení technického v Praze se zaměřením na geodetickou astronomii. Kandidátskou práci z geodetické astronomie obhájil v roce 1973, doktorskou disertaci v roce 1985. V roce 1983 absolvoval čtvrtroční stáž v Bureau International de l’Heure v Paříži a v roce 1989 rovněž tříměsíční studijní pobyt v oddělení časové služby a zemské rotace U. S. Naval Observatory ve Washingtonu. Mezi lety 1991–1992 byl na půlročním pracovním pobytu v Pařížské observatoři.
Po promoci nastoupil do astronomického oddílu bývalého Geodetického a topografického ústavu (GTÚ), kde zůstal do roku 1964. Poté přešel na Geodetickou observatoř Pecný v Ondřejově, kde pracoval pro Výzkumný ústav geodetický, topografický a kartografický (VÚGTK) a zabýval se pozorováním změn světového času a pohybu pólu na pasážníku, cirkumzenitálu a vizuálním zenitteleskopu. Na observatoři působil v letech 1965–1977.
V roce 1977 přešel do Astronomického ústavu Československé akademie věd (ČSAV, později AV ČR) v Praze, kde se v oddělení galaxií a planetárních systémů zabýval tzv. fundamentální astronomií (tj. výpočty rotace Země, astrometrie, výpočty efemerid, nebeskou mechanikou, kosmickou geodézií ad.). V letech 1991–1994 vedl oddělení dynamiky sluneční soustavy Astronomického ústavu a poté byl do roku 2000 vedoucím reorganizovaného oddělení dynamické astronomie. Následně se stal zástupcem ředitele pro zahraniční styky.
Po penzionování v roce 2005 zůstal emeritním pracovníkem Akademie věd České republiky.
Od roku 1981 se stal členem redakční rady Hvězdářské ročenky. Stal se také místopředsedou Zákrytové a astrometrické sekce České astronomické společnosti. V letech 1998–2004 byl předsedou Českého národního komitétu astronomického. V letech 2001–2004 předsedal řídící radě mezinárodní organizace pro sledování rotace Země IERS. V březnu 2010 byl zvolen předsedou České astronomické společnosti a nahradil v této funkci Evu Markovou. Funkci zastával do dubna 2017, kdy mu skončilo funkční období. Jeho nástupcem se stal Petr Heinzel.

## Ocenění
- Kolektiv pod jeho vedením z let 1992–1997 získal v roce 2000 Cenu Akademie věd ČR.
- Byl též členem týmu, který v roce 2003 obdržel Descartesovu cenu Evropské komise za studium problematiky souřadných systémů.[3]
- Roku 2007 mu Česká astronomická společnost udělila Nušlovu cenu za jeho celoživotní dílo a zásluhy o rozvoj astronomie.
- V dubnu 2011 obdržel titul doktora honoris causa Pařížské observatoře.[5]
- V roce 2021 získal další cenu České astronomické společnosti Littera astronomica za „výjimečně kvalitní a dlouhý podíl na přípravě Hvězdářské ročenky“, kterou pomáhal připravovat 40 let.[6]
- Po Janu Vondrákovi je také pojmenována planetka (35356) Vondrák.[7]